# Those Awful Hats

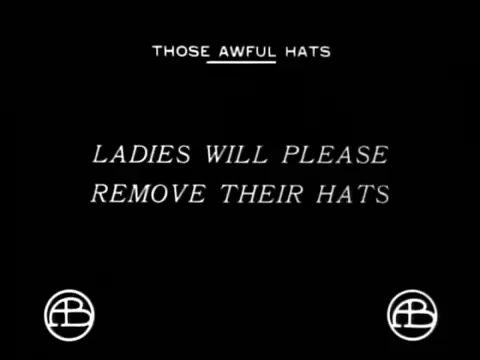
Cena final

Those Awful Hats é um filme mudo norte-americano de 1909 em curta-metragem, do gênero comédia, dirigido por D. W. Griffith. Uma pequena sala de cinema lotada, onde os clientes estão distraídos e incomodados com as pessoas - principalmente mulheres - usando grandes chapéus, ostentação esta que obstrui todos os outros pontos de vista da tela. O filme termina com a mensagem, "Senhoras, por favor, tirem o chapéu". Uma cópia do filme encontra-se conservada na Biblioteca do Congresso dos Estados Unidos.

## Elenco
- Mack Sennett
- Flora Finch
- Linda Arvidson
- John R. Cumpson
- George Gebhardt
- Robert Harron
- Anita Hendrie
- Charles Inslee
- Arthur V. Johnson
- Florence Lawrence
- Gertrude Robinson
- Dorothy West